# 24-Stunden-Rennen von Le Mans 2016

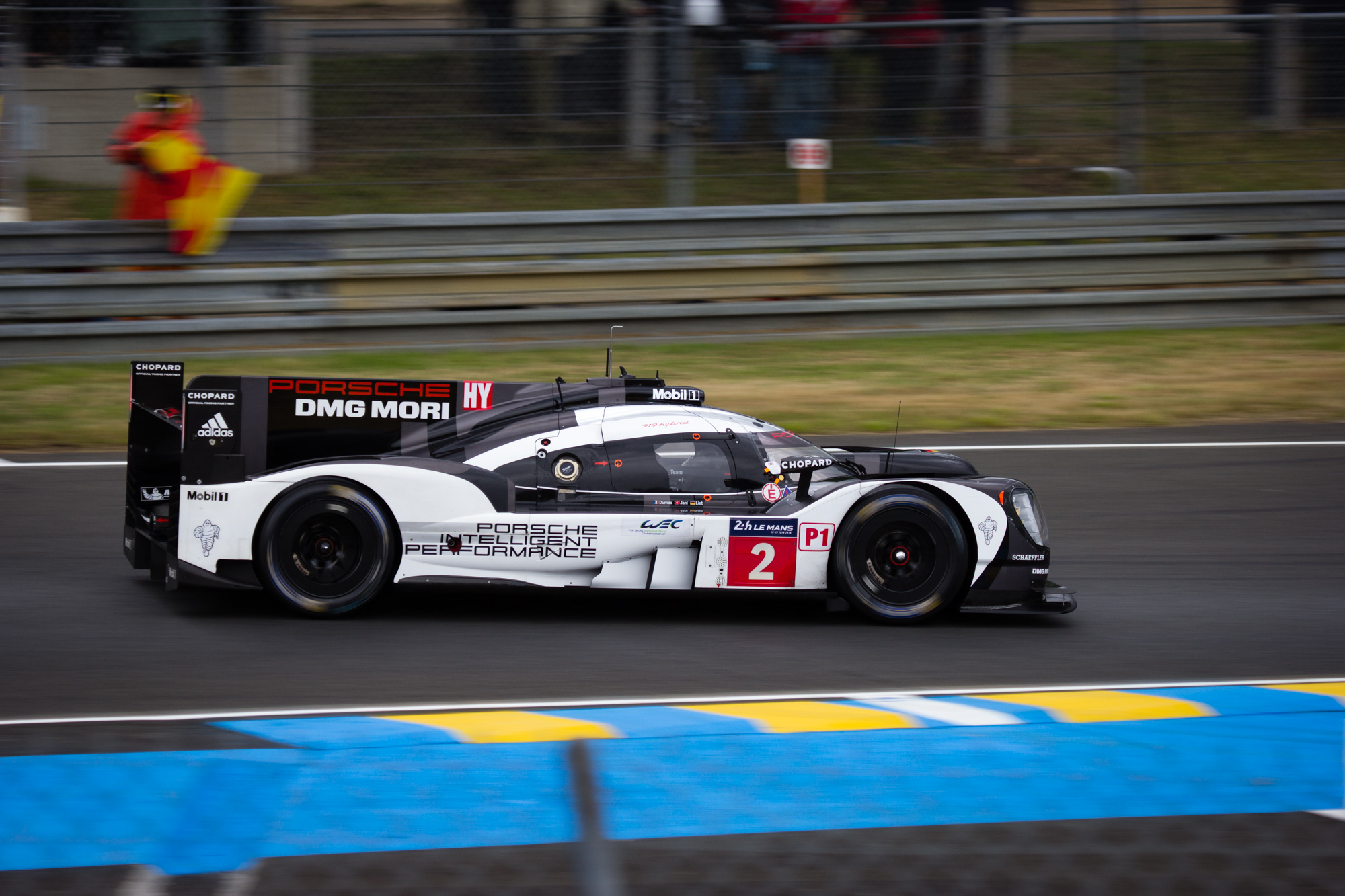
Der siegreiche Porsche 919 Hybrid; gefahren von Neel Jani, Marc Lieb und Romain Dumas

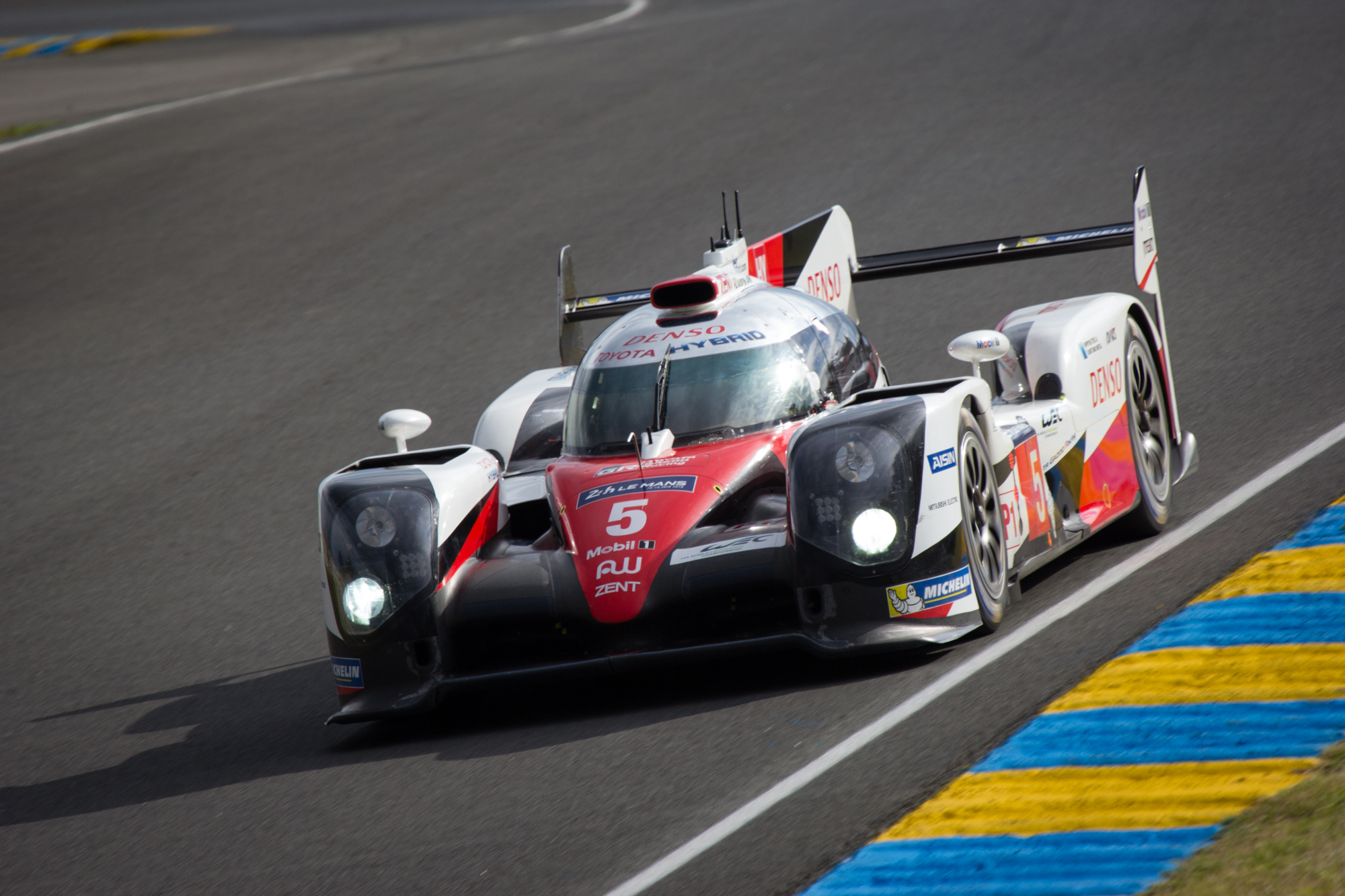
Der drei Minuten vor Rennende in Führung liegend auf der Start-Ziel-Linie stehen gebliebene Toyota TS050 Hybrid mit der Nummer 5

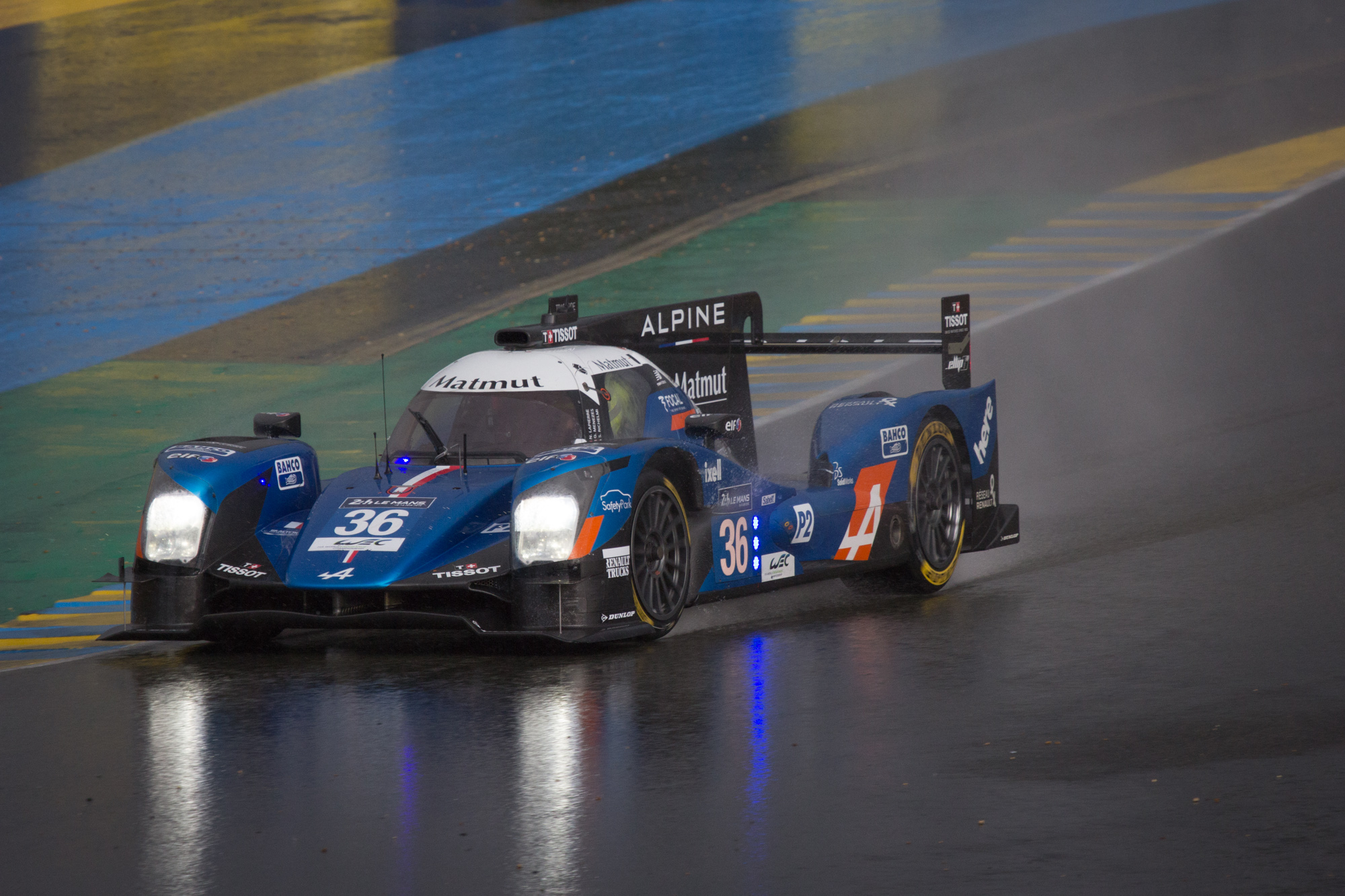
Der in der LMP2-Klasse siegreiche Alpine A460 im Regen

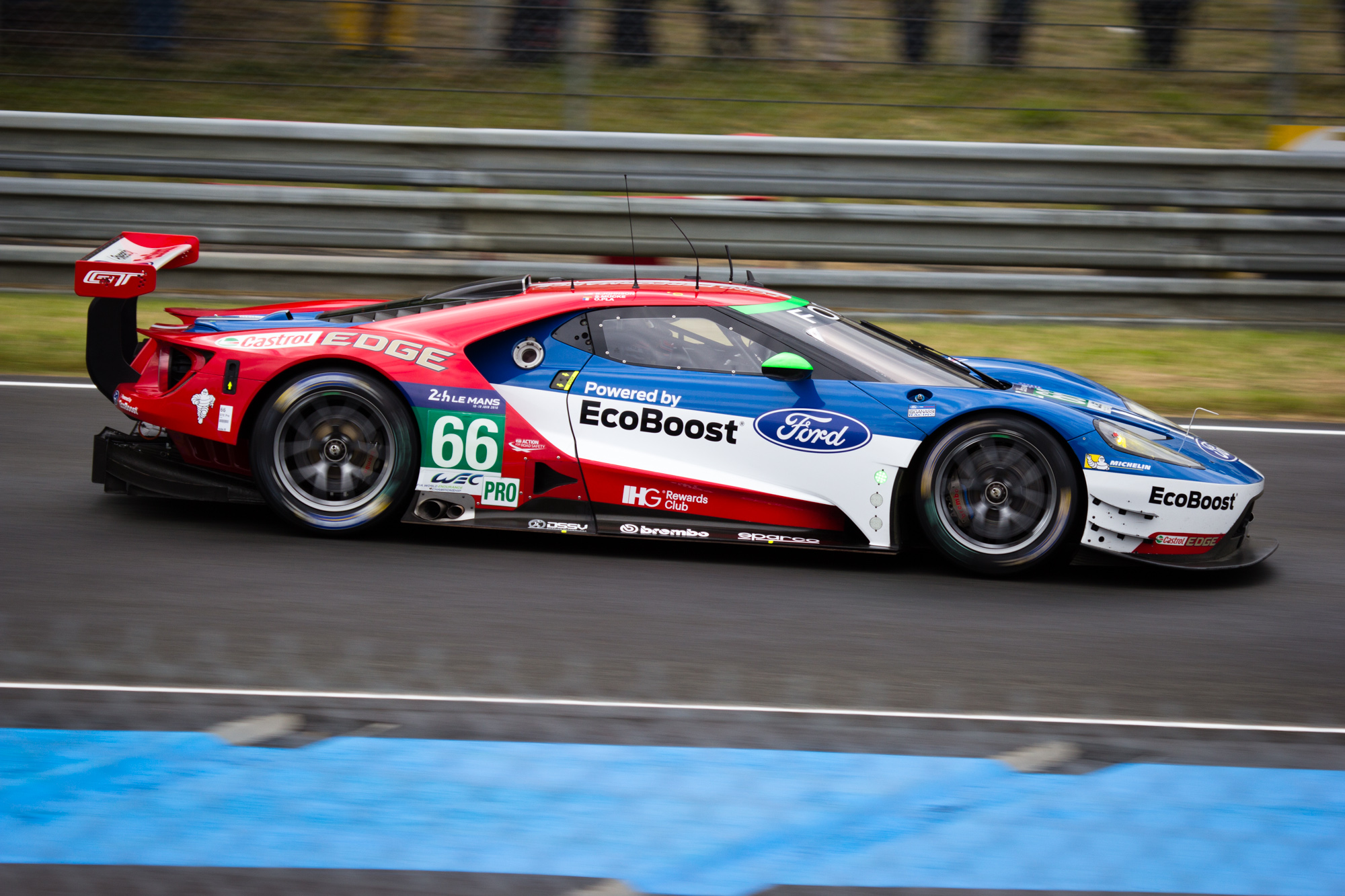
Einer der vier von Chip Ganassi eingesetzten Ford GT; Olivier Pla, Stefan Mücke und Billy Johnson belegten mit dem Wagen mit der Nummer 66 die 21. Stelle in der Gesamtwertung

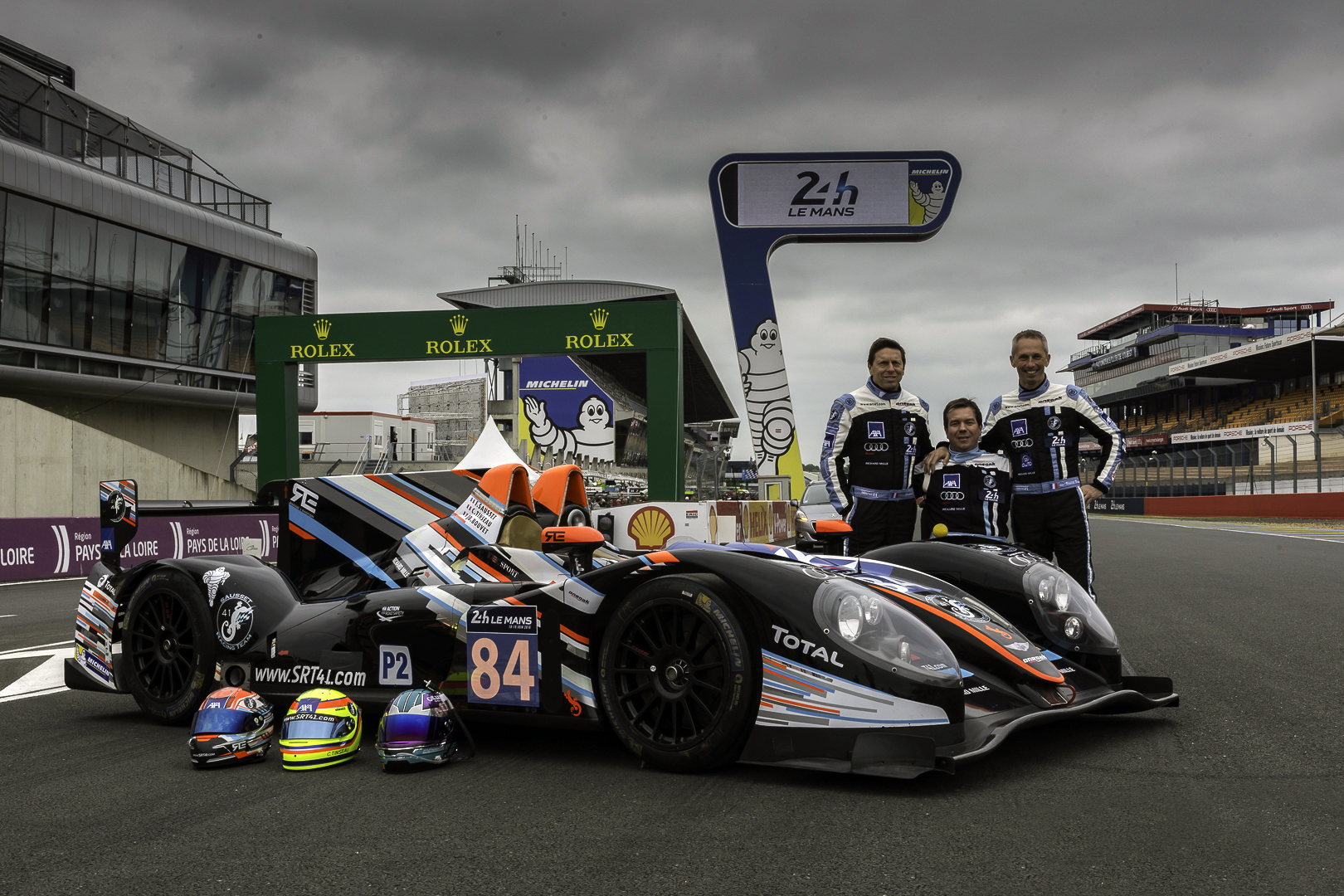
Der schwerstbehinderte Frédéric Sausset (Mitte) mit seinen Teamkollegen Christophe Tinseau (links) und Jean-Bernard Bouvet hinter ihrem umgebauten Einsatzwagen, einem Morgan LMP2

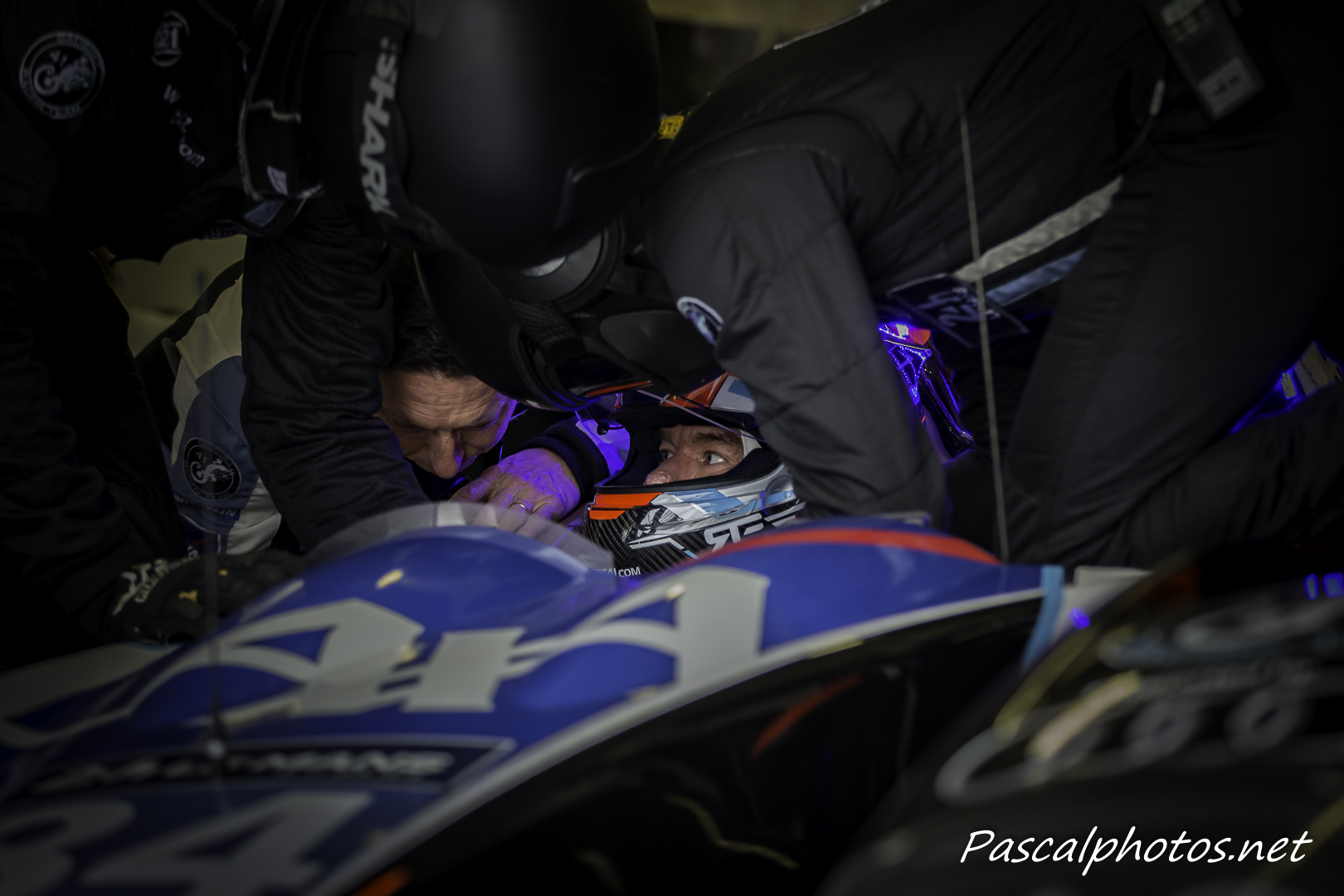
Frédéric Sausset im Cockpit seines Morgan LMP2

Das 84. 24-Stunden-Rennen von Le Mans, der 84e Grand Prix d’Endurance les 24 Heures du Mans, auch Circuit de la Sarthe, Le Mans, France, fand vom 18. bis 19. Juni 2016 auf dem Circuit des 24 Heures statt.

## Vor dem Rennen
Schon im Juni 2015 entschieden die Verantwortlichen des Automobile Club de l’Ouest die Anzahl der Starter von 56 auf 58 zu erhöhen. Am 25. Januar 2016 veröffentlichte der ACO dann die erste Einladungsliste von 16 Teilnehmern. Eingeladen wurden die vier Le-Mans-Klassensieger aus dem Vorjahr, dazu kamen die jeweiligen Gesamt- und Klassensieger der European- und Asian Le Mans Series, sowie die Siegerteams aus der IMSA WeatherTech SportsCar Championship.
Bei der Pressekonferenz am 5. Februar 2016 gab ACO-Präsident Pierre Fillon überraschend bekannt, dass es 2016 nunmehr bereits insgesamt 60 teilnehmende Teams geben wird; diese Erweiterung war ursprünglich erst für das Rennen 2017 geplant gewesen. Fillon gab auch bekannt, dass der zweimalige Le-Mans-Gesamtsieger Alexander Wurz 2016 als Grand Marshal fungieren und damit das Safety-Car in der Einführungsrunde pilotieren wird.
Anfang Juni veröffentlichte der ACO die aktualisierte Startliste mit allen 60 Teilnehmern.

## Garage 56
Die Garage 56 war in den vergangenen Jahren Teams mit besonderen technischen Innovationen vorbehalten. 2012 stand der von Marino Franchitti, Michael Krumm und Satoshi Motoyama gefahrene DeltaWing in dieser Garage. 2014 war der Nissan ZEOD RC dort untergebracht.
2016 wurde diese spezielle Box einem Fahrer zur Verfügung gestellt: dem schwerstbehinderten Franzosen Frédéric Sausset. Sausset hatten wegen einer bakteriellen Infektion sowohl Beine als auch Hände amputiert werden müssen. OAK Racing stand beim Umbau des Morgan LMP2 vor großen Herausforderungen, da sich Sausset das Cockpit mit zwei gesunden Profi-Rennfahrern teilte. Sausset wurde mit dem Sitz in das Fahrzeug gehoben und wieder herausgeholt. Mit einer Vorrichtung an den Oberschenkeln konnte er Gas und Bremse betätigen. Mit einer speziellen Handprothese am rechten Arm lenkte er.
Renn-Partner waren Christophe Tinseau und Jean-Bernard Bouvet. Tinseau, der Ende des Jahres 2012 zurückgetreten war, kehrte für dieses Rennen noch einmal nach Le Mans zurück.

## Vortests
Zwei Tage vor Beginn der Vortests, die am 4. und 5. Juni stattfanden, gab Larbre Compétition den Startverzicht von Paolo Ruberti bekannt. Der erfahrene Italiener, der auf sechs Le-Mans-Teilnahmen zurückblicken konnte, verunglückte am 2. Juni bei einer Demonstrationsfahrt am Hockenheimring schwer. Als Ersatzmann kam Jean-Philippe Belloc ins Team.
Zwei weitere Fahrerwechsel gab es in der LMP2-Klasse. Bei SO24! by Lombard Racing (#22) kam für Olivier Lombard Érik Maris ins Team und Greaves Motorsport (#41) ersetzte Kuba Giermaziak durch Nathanaël Berthon. Bei den Vortests gaben alle Teams auch ihre Ersatzfahrer bekannt.

## Rennverlauf
Wegen schweren Regens wurde das Rennen hinter dem Safety-Car gestartet. Nachdem die Strecke abgetrocknet war, entwickelte sich das Rennen zu einem Zweikampf zwischen Toyota und Porsche, wobei die Führung auch infolge unterschiedlicher Tankstrategien häufig wechselte. Die beiden Audi-Fahrzeuge fielen mit Problemen zurück, ebenso der Porsche mit der Startnummer 1. Nach 20 Stunden lagen die beiden Toyota sowie der Porsche mit der Startnummer 2 nur wenige Sekunden auseinander.
Entschieden wurde das Rennen erst in den letzten Minuten. Fast das gesamte Rennen hatte der Toyota TS050 Hybrid mit der Startnummer 5 geführt. Wenige Minuten vor Schluss betrug der Vorsprung von Kazuki Nakajima auf den von Neel Jani gefahrenen Porsche 919 Hybrid 1 Minute und 30 Sekunden. 3 Minuten und 20 Sekunden vor dem Fallen der Zielflagge blieb der Toyota in der letzten Runde bei Start-und-Ziel wegen Problemen im Antriebsstrang stehen. Nakajima schaffte es zwar, den Wagen wieder in Gang zu bringen und nur mit dem Elektromotor weiterzufahren, aber Neel Jani fuhr in der letzten Runde vorbei zum Sieg. Laut Reglement mussten die Teilnehmer ihre jeweils letzte Runde unter sechs Minuten Fahrzeit zurücklegen. Da Nakajima für die Runde mit dem Elektromotor aber fast doppelt so viele Minuten benötigte, kam der Toyota, obwohl er vom Rennleiter als Zweiter abgewinkt wurde, nicht in die Schlusswertung.
Vier Tage nach Rennende gab die Presseabteilung der Toyota Motorsport GmbH den Grund für das Stehenbleiben des Wagens mit der Nummer 5 bekannt. Es gab einen Defekt an der Steckverbindung zwischen Turbolader und Ladeluftkühler, was zu einer Dysfunktion der Turboladersteuerung und zum Leistungsverlust führte.

## Klassensiege
Mit 23 ins Rennen gegangenen Fahrzeugen hatte die LMP2-Klasse die meisten Teilnehmer einer Rennklasse aufzuweisen. Der Klassensieg ging an die französische Signatech-Alpine-Mannschaft. Der Alpine A460, ein adaptierter Oreca 05 mit Nissan-V8-Motor, wurde von Gustavo Menezes, Nicolas Lapierre und Stéphane Richelmi gefahren. Von seinen 357 gefahrenen Runden lag der Alpine die letzten 196 ununterbrochen in Führung. Für Nicolas Lapierre, der nach seinem Unfall im TS040 Hybrid auf regennasser Fahrbahn 2014 bei Toyota sein Cockpit verlor, war es nach dem Erfolg im Vorjahr der zweite Sieg in dieser Klasse. 357 Runden legte auch das zweitplatzierte G-Drive-Racing-Team zurück. Fahrer im Oreca 05 waren Roman Rusinov, René Rast und Will Stevens.
1966 hatte Ford mit dem GT40 und den Fahrern Bruce McLaren, Chris Amon, Ken Miles, Denis Hulme, Ronnie Bucknam und Dick Hutcherson einen Dreifachsieg im Gesamtklassement gefeiert. Auf den Tag genau 50 Jahre später feierte Ford in Le Mans mit einem GT wieder einen Sieg. Einer der vier von Chip Ganassi eingesetzten GT-Rennwagen mit 3,5-Liter-EcoBoost-Motor gewann die LMGTE-Pro-Klasse. Für den in Le Mans geborene Sébastien Bourdais war es als Partner von Joey Hand und Dirk Müller der erste Klassensieg bei seinem Heimrennen. Von den 340 zurückgelegten Runden lag der Ford 316 an der Spitze der Rennklasse.
In der LMGTE AM -blieben die der US-Amerikaner Bill Sweedler, Townsend Bell und Jeff Segal auf einem Ferrari 458 Italia GT2 siegreich.

## Einladungen

### Startliste
Am 5. Februar 2016 veröffentlichte der ACO eine erste vorläufige Startliste mit 60 Teilnehmern plus zehn Reserveteams.
| LMP1              |                                  |                             |   |                      |                       |                          |
| 1                 | Porsche Team                     | Porsche 919 Hybrid          | M | Timo Bernhard        | Mark Webber           | Brendon Hartley          |
| 2                 | Porsche Team                     | Porsche 919 Hybrid          | M | Romain Dumas         | Marc Lieb             | Neel Jani                |
| 4                 | Team ByKolles                    | CLM P1/01                   | D | Simon Trummer        | Pierre Kaffer         | Oliver Webb              |
| 5                 | Toyota Gazoo Racing              | Toyota TS050 Hybrid         | M | Sébastien Buemi      | Anthony Davidson      | Kazuki Nakajima          |
| 6                 | Toyota Gazoo Racing              | Toyota TS050 Hybrid         | M | Mike Conway          | Stéphane Sarrazin     | Kamui Kobayashi          |
| 7                 | Audi Sport Team Joest            | Audi R18 RP6                | M | André Lotterer       | Benoît Tréluyer       | Marcel Fässler           |
| 8                 | Audi Sport Team Joest            | Audi R18 RP6                | M | Oliver Jarvis        | Lucas di Grassi       | Loïc Duval               |
| 12                | Rebellion Racing                 | Rebellion R-One             | D | Nicolas Prost        | Nick Heidfeld         | Nelson Piquet junior     |
| 13                | Rebellion Racing                 | Rebellion R-One             | D | Alexandre Imperatori | Dominik Kraihamer     | Mathéo Tuscher           |
| LMP2              |                                  |                             |   |                      |                       |                          |
| 22                | SO24! by Lombard Racing          | Ligier JS P2                | D | Vincent Capillaire   | Érik Maris            | Jonathan Coleman         |
| 23                | Panis-Barthez Competition        | Ligier JS P2                | D | Fabien Barthez       | Timothé Buret         | Paul-Loup Chatin         |
| 25                | Algarve Pro Racing               | Ligier JS P2                | D | Michael Munemann     | Andrea Pizzitola      | Chris Hoy                |
| 26                | G-Drive Racing                   | Oreca 05                    | D | Roman Rusinov        | Will Stevens          | René Rast                |
| 27                | SMP Racing                       | BR Engineering BR01         | D | Maurizio Mediani     | Nicolas Minassian     | Michail Aljoschin        |
| 28                | Pegasus Racing                   | Morgan LMP2                 | M | Inès Taittinger      | Léo Roussel           | Rémy Striebig            |
| 30                | Extreme Speed Motorsports        | Ligier JS P2                | D | Ed Brown             | Johannes van Overbeek | Scott Sharp              |
| 31                | Extreme Speed Motorsports        | Ligier JS P2                | D | Luís Felipe Derani   | Ryan Dalziel          | Christopher Cumming      |
| 33                | Eurasia Motorsport               | Oreca 05                    | D | Pu Jun Jin           | Tristan Gommendy      | Nick de Bruijn           |
| 34                | Race Performance                 | Oreca 03R                   | D | Nicolas Leutwiler    | James Winslow         | Shinji Nakano            |
| 35                | Baxi DC Racing Alpine            | Alpine A460                 | D | David Cheng          | Ho-Pin Tung           | Nelson Panciatici        |
| 36                | Signatech Alpine                 | Alpine A460                 | D | Gustavo Menezes      | Nicolas Lapierre      | Stéphane Richelmi        |
| 37                | SMP Racing                       | BR Engineering BR01         | D | Vitaly Petrov        | Victor Shaitar        | Kirill Ladygin           |
| 38                | G-Drive Racing                   | Gibson 015S                 | D | Simon Dolan          | Giedo van der Garde   | Jake Dennis              |
| 40                | Krohn Racing                     | Ligier JS P2                | M | Tracy Krohn          | Niclas Jönsson        | João Barbosa             |
| 41                | Greaves Motorsport               | Ligier JS P2                | D | Memo Rojas           | Julien Canal          | Nathanaël Berthon        |
| 42                | Strakka Racing                   | Gibson 015S                 | D | Nick Leventis        | Danny Watts           | Jonny Kane               |
| 43                | RGR Sport by Morand              | Ligier JS P2                | D | Filipe Albuquerque   | Bruno Senna           | Ricardo González         |
| 44                | Manor Motorsport                 | Oreca 05                    | D | Tor Graves           | James Jakes           | Roberto Merhi            |
| 46                | Thiriet by TDS Racing            | Oreca 05                    | D | Pierre Thiriet       | Mathias Beche         | Ryō Hirakawa             |
| 47                | KCMG                             | Oreca 05                    | D | Tsugio Matsuda       | Matthew Howson        | Richard Bradley          |
| 48                | Murphy Prototypes                | Oreca 05                    | D | Ben Keating          | Marc Goossens         | Jeroen Bleekemolen       |
| 49                | Michael Shank Racing             | Ligier JS P2                | D | John Pew             | Oswaldo Negri         | Laurens Vanthoor         |
| LMGT-Pro          |                                  |                             |   |                      |                       |                          |
| 51                | AF Corse                         | Ferrari 488 GTE             | M | Gianmaria Bruni      | James Calado          | Alessandro Pier Guidi    |
| 63                | Corvette Racing                  | Chevrolet Corvette C7.R     | M | Jan Magnussen        | Antonio García        | Ricky Taylor             |
| 64                | Corvette Racing                  | Chevrolet Corvette C7.R     | M | Oliver Gavin         | Tommy Milner          | Jordan Taylor            |
| 66                | Ford Chip Ganassi Team UK        | Ford GT                     | M | Olivier Pla          | Stefan Mücke          | Billy Johnson            |
| 67                | Ford Chip Ganassi Team UK        | Ford GT                     | M | Marino Franchitti    | Andy Priaulx          | Harry Tincknell          |
| 68                | Ford Chip Ganassi Team USA       | Ford GT                     | M | Joey Hand            | Dirk Müller           | Sébastien Bourdais       |
| 69                | Ford Chip Ganassi Team USA       | Ford GT                     | M | Ryan Briscoe         | Richard Westbrook     | Scott Dixon              |
| 71                | AF Corse                         | Ferrari 488 GTE             | M | Davide Rigon         | Sam Bird              | Andrea Bertolini         |
| 77                | Dempsey-Proton Racing            | Porsche 911 RSR             | M | Richard Lietz        | Michael Christensen   | Philipp Eng              |
| 82                | Risi Competizione                | Ferrari 488 GTE             | M | Giancarlo Fisichella | Toni Vilander         | Matteo Malucelli         |
| 91                | Porsche Motorsport North America | Porsche 911 RSR             | M | Patrick Pilet        | Nick Tandy            | Kévin Estre              |
| 92                | Porsche Motorsport North America | Porsche 911 RSR             | M | Frédéric Makowiecki  | Earl Bamber           | Jörg Bergmeister         |
| 95                | Aston Martin Racing              | Aston Martin Vantage GTE    | D | Nicki Thiim          | Marco Sørensen        | Darren Turner            |
| 97                | Aston Martin Racing              | Aston Martin Vantage GTE    | D | Richie Stanaway      | Jonny Adam            | Fernando Rees            |
| LMGT-Am           |                                  |                             |   |                      |                       |                          |
| 50                | Larbre Compétition               | Chevrolet Corvette C7.R     | M | Yutaka Yamagishi     | Jean-Philippe Belloc  | Pierre Ragues            |
| 55                | AF Corse                         | Ferrari 458 Italia GT2      | M | Duncan Cameron       | Aaron Scott           | Matt Griffin             |
| 57                | Team AAI                         | Chevrolet Corvette C6.R-ZR1 | M | Johnny O’Connell     | Mark Patterson        | Oliver Bryant            |
| 59                | TDS Racing                       | Aston Martin Vantage GTE    |   | Eric Dermont         |                       |                          |
| 60                | Formula Racing                   | Ferrari 458 Italia GT2      | D | Johnny Laursen       | Christina Nielsen     | Mikkel Mac               |
| 61                | Clearwater Racing                | Ferrari 458 Italia GT2      | M | Weng Sun Mok         | Rob Bell              | Keita Sawa               |
| 62                | Scuderia Corsa                   | Ferrari 458 Italia GT2      | M | Bill Sweedler        | Townsend Bell         | Jeff Segal               |
| 78                | KCMG                             | Porsche 911 RSR             | M | Christian Ried       | Wolf Henzler          | Joël Camathias           |
| 83                | AF Corse                         | Ferrari 458 Italia GT2      | M | François Perrodo     | Emmanuel Collard      | Rui Águas                |
| 86                | Gulf Racing                      | Porsche 911 RSR             | M | Mike Wainwright      | Adam Carroll          | Ben Barker               |
| 88                | Abu Dhabi-Proton Racing          | Porsche 911 RSR             | M | Khaled Al Qubaisi    | Patrick Long          | David Heinemeier Hansson |
| 89                | Proton Competition               | Porsche 911 RSR             | M | Cooper MacNeil       | Leh Keen              | Marc Miller              |
| 98                | Aston Martin Racing              | Aston Martin Vantage GTE    | D | Paul Dalla Lana      | Pedro Lamy            | Mathias Lauda            |
| 99                | Aston Martin Racing              | Aston Martin Vantage GTE    | D | Andrew Howard        | Liam Griffin          | Gary Hirsch              |
| Innovation Box 56 |                                  |                             |   |                      |                       |                          |
| 84                | SRT41 BY OAK Racing              | Morgan LMP2                 | M | Frédéric Sausset     | Christophe Tinseau    | Jean-Bernard Bouvet      |

### Reservefahrzeuge
Wie in den Jahren davor veröffentlichte der ACO zeitgleich mit der ersten vorläufigen Startliste auch eine Liste der Reservefahrzeuge.
| Klasse   | Nr. | Team           | Fahrzeug                | Nominierter Fahrer | Nominierter Fahrer | Nominierter Fahrer |
| -------- | --- | -------------- | ----------------------- | ------------------ | ------------------ | ------------------ |
| LMP2     | 24  | OAK Racing     | Ligier JS P2            | Jacques Nicolet    | Jean-Marc Merlin   | Érik Maris         |
| LMP2     | 29  | Pegasus Racing | Morgan LMP2             |                    |                    |                    |
| LMGTE AM | 56  | Team AAI       | Chevrolet Corvette C7.R | Morris Chen        |                    |                    |
| LMGTE AM | 76  | JMW Motorsport | Ferrari 458 Italia GT2  | Robert Smith       | Rory Butcher       |                    |

## Trainingszeiten

### Qualifikation
| Pos. | Klasse    | Nr. | Team                             | Qualifikation 1 | Qualifikation 2 | Rückstand | Startplatz |
| ---- | --------- | --- | -------------------------------- | --------------- | --------------- | --------- | ---------- |
| 1    | LMP1      | 2   | Porsche Team                     | 3:19.733        | 3:25.511        |           | 1          |
| 2    | LMP1      | 1   | Porsche Team                     | 3:20.203        | 3:23.307        | +0.470    | 2          |
| 3    | LMP1      | 6   | Toyota Gazoo Racing              | 3:20.737        | 3:25.899        | +1.004    | 3          |
| 4    | LMP1      | 5   | Toyota Gazoo Racing              | 3:21.903        | 3:24.399        | +2.170    | 4          |
| 5    | LMP1      | 7   | Audi Sport Team Joest            | 3:22.780        | 3:45.468        | +3.047    | 5          |
| 6    | LMP1      | 8   | Audi Sport Team Joest            | 3:22.823        | 3:26.680        | +3.090    | 6          |
| 7    | LMP1      | 13  | Rebellion Racing                 | 3:26.586        | 3:30.010        | +6.853    | 7          |
| 8    | LMP1      | 12  | Rebellion Racing                 | 3:27.348        | 3:27.573        | +7.615    | 8          |
| 9    | LMP1      | 4   | Team ByKolles                    | No Time         | 3:34.168        | +14.435   | 54         |
| 10   | LMP2      | 26  | G-Drive Racing                   | 3:36.605        | 4:04.887        | +16.872   | 9          |
| 11   | LMP2      | 35  | Baxi DC Racing Alpine            | 3:37.175        | 3:39.559        | +17.442   | 10         |
| 12   | LMP2      | 36  | Signatech Alpine                 | 3:37.225        | 3:40.895        | +17.492   | 11         |
| 13   | LMP2      | 44  | Manor Motorsport                 | 3:38.037        | No Time         | +18.304   | 12         |
| 14   | LMP2      | 49  | Michael Shank Racing             | 3:38.837        | 3:51.759        | +19.104   | 13         |
| 15   | LMP2      | 31  | Extreme Speed Motorsports        | 3:39.366        | 3:40.436        | +19.633   | 14         |
| 16   | LMP2      | 46  | Thiriet by TDS Racing            | 3:39.375        | 3:40.611        | +19.642   | 15         |
| 17   | LMP2      | 42  | Strakka Racing                   | 3:39.394        | 3:44.142        | +19.661   | 16         |
| 18   | LMP2      | 47  | KCMG                             | 3:39.436        | 3:39.562        | +19.703   | 17         |
| 19   | LMP2      | 23  | Panis-Barthez Competition        | 3:39.470        | 3:45.018        | +19.737   | 18         |
| 20   | LMP2      | 33  | Eurasia Motorsport               | 3:40.631        | 4:14.491        | +20.898   | 19         |
| 21   | LMP2      | 38  | G-Drive Racing                   | 3:40.685        | 4:01.981        | +20.952   | 20         |
| 22   | LMP2      | 43  | RGR Sport by Morand              | 3:40.899        | 3:44.198        | +21.166   | 21         |
| 23   | LMP2      | 27  | SMP Racing                       | 3:41.132        | 3:41.457        | +21.399   | 55         |
| 24   | LMP2      | 28  | Pegasus Racing                   | 3:42.049        | 3:41.285        | +21.552   | 56         |
| 25   | LMP2      | 30  | Extreme Speed Motorsports        | 3:41.406        | 4:14.456        | +21.673   | 57         |
| 26   | LMP2      | 37  | SMP Racing                       | 3:42.147        | 3:41.776        | +22.043   | 22         |
| 27   | LMP2      | 25  | Algarve Pro Racing               | 3:44.185        | 3:42.088        | +22.355   | 23         |
| 28   | LMP2      | 41  | Greaves Motorsport               | 3:43.915        | 3:42.570        | +22.837   | 24         |
| 29   | LMP2      | 48  | Murphy Prototypes                | 3:43.508        | 3:45.067        | +23.775   | 25         |
| 30   | LMP2      | 34  | Race Performance                 | 3:43.590        | 3:45.711        | +23.857   | 26         |
| 31   | LMP2      | 22  | SO24! by Lombard Racing          | 3:48.585        | 3:44.347        | +24.614   | 58         |
| 32   | LMP2      | 84  | SRT41 by OAK Racing              | 3:45.178        | 4:01.607        | +25.445   | 27         |
| 33   | LMP2      | 40  | Krohn Racing                     | 3:45.213        | 3:45.978        | +25.480   | 59         |
| 34   | LMGTE Pro | 68  | Ford Chip Ganassi Team USA       | 3:51.185        | 3:53.672        | +31.452   | 28         |
| 35   | LMGTE Pro | 69  | Ford Chip Ganassi Team USA       | 3:51.497        | 3:53.603        | +31.764   | 29         |
| 36   | LMGTE Pro | 51  | AF Corse                         | 3:51.568        | 3:53.218        | +31.835   | 30         |
| 37   | LMGTE Pro | 67  | Ford Chip Ganassi Team UK        | 3:51.590        | 3:55.750        | +31.857   | 31         |
| 38   | LMGTE Pro | 66  | Ford Chip Ganassi Team UK        | 3:52.038        | 3:58.358        | +32.305   | 32         |
| 39   | LMGTE Pro | 71  | AF Corse                         | 3:52.508        | 3:55.066        | +32.775   | 33         |
| 40   | LMGTE Pro | 82  | Risi Competizione                | 3:53.176        | 3:55.032        | +33.443   | 34         |
| 41   | LMGTE Pro | 92  | Porsche Motorsport North America | 3:54.918        | 3:57.128        | +35.185   | 35         |
| 42   | LMGTE Pro | 95  | Aston Martin Racing              | 3:55.261        | No Time         | +35.528   | 36         |
| 43   | LMGTE Pro | 91  | Porsche Motorsport North America | 3:55.332        | 3:56.792        | +35.599   | 37         |
| 44   | LMGTE Pro | 97  | Aston Martin Racing              | 3:55.380        | No Time         | +35.647   | 38         |
| 45   | LMGTE Pro | 77  | Dempsey-Proton Racing            | 3:55.426        | 3:57.082        | +35.693   | 39         |
| 46   | LMGTE Pro | 64  | Corvette Racing                  | 3:55.848        | 3:58.493        | +36.115   | 40         |
| 47   | LMGTE Am  | 61  | Clearwater Racing                | 3:56.827        | 4:06.801        | +37.094   | 41         |
| 48   | LMGTE Am  | 98  | Aston Martin Racing              | 3:57.198        | No Time         | +37.465   | 42         |
| 49   | LMGTE Am  | 88  | Abu Dhabi-Proton Racing          | 3:59.861        | 3:57.513        | +37.780   | 43         |
| 50   | LMGTE Am  | 55  | AF Corse                         | 3:57.596        | 3:59.469        | +37.863   | 44         |
| 51   | LMGTE Am  | 83  | AF Corse                         | 3:57.742        | 4:03.676        | +38.009   | 45         |
| 52   | LMGTE Pro | 63  | Corvette Racing                  | 3:57.967        | 3:59.268        | +38.234   | 60         |
| 53   | LMGTE Am  | 50  | Larbre Compétition               | 3:58.018        | 4:27.530        | +38.285   | 46         |
| 54   | LMGTE Am  | 60  | Formula Racing                   | 3:58.760        | 4:03.851        | +39.027   | 47         |
| 55   | LMGTE Am  | 78  | KCMG                             | 3:59.245        | 3:59.034        | +39.301   | 48         |
| 56   | LMGTE Am  | 62  | Scuderia Corsa                   | 4:00.008        | 4:05.643        | +40.275   | 49         |
| 57   | LMGTE Am  | 89  | Proton Competition               | 4:01.215        | 4:00.107        | +40.374   | 50         |
| 58   | LMGTE Am  | 86  | Gulf Racing                      | 4:01.046        | 4:09.283        | +41.313   | 51         |
| 59   | LMGTE Am  | 57  | Team AAI                         | 4:02.326        | 4:05.822        | +42.593   | 52         |
| 60   | LMGTE Am  | 99  | Aston Martin Racing              | 4:03.148        | No Time         | +43.415   | 53         |

## Ergebnisse

### Piloten nach Nationen
| 38 Briten      | 33 Franzosen   | 23 US-Amerikaner | 11 Deutsche    | 10 Schweizer |
| 8 Dänen        | 7 Italiener    | 7 Japaner        | 5 Brasilianer  | 5 Russen     |
| 4 Neuseeländer | 4 Österreicher | 4 Portugiesen    | 3 Niederländer | 2 Australier |
| 2 Belgier      | 2 Chinesen     | 2 Kanadier       | 2 Mexikaner    | 2 Spanier    |
| 1 Emirati      | 1 Finne        | 1 Ire            | 1 Malaye       | 1 Monegasse  |
| 1 Schwede      |                |                  |                |              |

### Schlussklassement
| Pos.            | Klasse    | Nr. | Team                             | Fahrer                                                  | Chassis                     | Motor                         | Reifen | Runden |
| --------------- | --------- | --- | -------------------------------- | ------------------------------------------------------- | --------------------------- | ----------------------------- | ------ | ------ |
| 1               | LMP1      | 2   | Porsche Team                     | Marc Lieb Romain Dumas Neel Jani                        | Porsche 919 Hybrid          | Porsche 2.0L Turbo V4         | M      | 384    |
| 2               | LMP1      | 6   | Toyota Gazoo Racing              | Stéphane Sarrazin Mike Conway Kamui Kobayashi           | Toyota TS050 Hybrid         | Toyota 2.4L Turbo V6          | M      | 381    |
| 3               | LMP1      | 8   | Audi Sport Team Joest            | Loïc Duval Lucas di Grassi Oliver Jarvis                | Audi R18 RP6                | Audi TDI 4.0L Turbo Diesel V6 | M      | 372    |
| 4               | LMP1      | 7   | Audi Sport Team Joest            | André Lotterer Marcel Fässler Benoît Tréluyer           | Audi R18 RP6                | Audi TDI 4.0L Turbo Diesel V6 | M      | 367    |
| 5               | LMP2      | 36  | Signatech Alpine                 | Nicolas Lapierre Gustavo Menezes Stéphane Richelmi      | Alpine A460                 | Nissan VK45DE 4.5L V8         | D      | 357    |
| 6               | LMP2      | 26  | G-Drive Racing                   | Roman Rusinov Will Stevens René Rast                    | Oreca 05                    | Nissan VK45DE 4.5&L V8        | D      | 357    |
| 7               | LMP2      | 37  | SMP Racing                       | Vitaly Petrov Victor Shaitar Kirill Ladygin             | BR Engineering BR01         | Nissan VK45DE 4.5L V8         | D      | 353    |
| 8               | LMP2      | 42  | Strakka Racing                   | Nick Leventis Jonny Kane Danny Watts                    | Gibson 015S                 | Nissan VK45DE 4.5L V8         | D      | 351    |
| 9               | LMP2      | 33  | Eurasia Motorsport               | Pu Jun Jin Tristan Gommendy Nick de Bruijn              | Oreca 05                    | Nissan VK45DE 4.5L V8         | D      | 348    |
| 10              | LMP2      | 41  | Greaves Motorsport               | Memo Rojas Julien Canal Nathanaël Berthon               | Ligier JS P2                | Nissan VK45DE 4.5L V8         | D      | 348    |
| 11              | LMP2      | 27  | SMP Racing                       | Nicolas Minassian Maurizio Mediani Michail Aljoschin    | BR Engineering BR01         | Nissan VK45DE 4.5L V8         | D      | 347    |
| 12              | LMP2      | 23  | Panis-Barthez Competition        | Fabien Barthez Timothé Buret Paul-Loup Chatin           | Ligier JS P2                | Nissan VK45DE 4.5L V8         | M      | 347    |
| 13              | LMP1      | 1   | Porsche Team                     | Timo Bernhard Brendon Hartley Mark Webber               | Porsche 919 Hybrid          | Porsche 2.0L Turbo V4         | M      | 346    |
| 14              | LMP2      | 49  | Michael Shank Racing             | John Pew Oswaldo Negri Laurens Vanthoor                 | Ligier JS P2                | Honda HR28TT 2.8L Turbo V6    | D      | 345    |
| 15              | LMP2      | 43  | RGR Sport by Morand              | Ricardo González Filipe Albuquerque Bruno Senna         | Ligier JS P2                | Nissan VK45DE 4.5L V8         | D      | 344    |
| 16              | LMP2      | 30  | Extreme Speed Motorsports        | Scott Sharp Ed Brown Johannes van Overbeek              | Ligier JS P2                | Nissan VK45DE 4.5L V8         | D      | 341    |
| 17              | LMP2      | 25  | Algarve Pro Racing               | Michael Munemann Chris Hoy Andrea Pizzitola             | Ligier JS P2                | Nissan VK45DE 4.5L V8         | D      | 341    |
| 18              | LMGTE Pro | 68  | Ford Chip Ganassi Team USA       | Joey Hand Dirk Müller Sébastien Bourdais                | Ford GT                     | Ford EcoBoost 3.5L Turbo V6   | M      | 340    |
| 19              | LMGTE Pro | 82  | Risi Competizione                | Giancarlo Fisichella Matteo Malucelli Toni Vilander     | Ferrari 488 GTE             | Ferrari F154CB 3.9L Turbo V8  | M      | 340    |
| 20              | LMGTE Pro | 69  | Ford Chip Ganassi Team USA       | Ryan Briscoe Richard Westbrook Scott Dixon              | Ford GT                     | Ford EcoBoost 3.5L Turbo V6   | M      | 340    |
| 21              | LMGTE Pro | 66  | Ford Chip Ganassi Team UK        | Olivier Pla Stefan Mücke Billy Johnson                  | Ford GT                     | Ford EcoBoost 3.5L Turbo V6   | M      | 339    |
| 22              | LMP2      | 40  | Krohn Racing                     | Tracy Krohn Niclas Jönsson João Barbosa                 | Ligier JS P2                | Nissan VK45DE 4.5L V8         | M      | 338    |
| 23              | LMGTE Pro | 95  | Aston Martin Racing              | Nicki Thiim Marco Sørensen Darren Turner                | Aston Martin Vantage GTE    | Aston Martin 4.5L V8          | D      | 338    |
| 24              | LMGTE Pro | 97  | Aston Martin Racing              | Fernando Rees Jonny Adam Richie Stanaway                | Aston Martin Vantage GTE    | Aston Martin 4.5L V8          | D      | 337    |
| 25              | LMGTE Pro | 63  | Corvette Racing                  | Jan Magnussen Antonio García Ricky Taylor               | Chevrolet Corvette C7.R     | Chevrolet LT5.5 5.5L V8       | M      | 336    |
| 26              | LMGTE Am  | 62  | Scuderia Corsa                   | Bill Sweedler Townsend Bell Jeff Segal                  | Ferrari 458 Italia GT2      | Ferrari F136GT 4.5L V8        | M      | 331    |
| 27              | LMGTE Am  | 83  | AF Corse                         | François Perrodo Emmanuel Collard Rui Águas             | Ferrari 458 Italia GT2      | Ferrari F136GT 4.5L V8        | M      | 331    |
| 28              | LMGTE Am  | 88  | Abu Dhabi-Proton Racing          | Khaled Al Qubaisi Patrick Long David Heinemeier Hansson | Porsche 911 RSR             | Porsche 4.0L Flat-6           | M      | 330    |
| 29              | LMP1      | 12  | Rebellion Racing                 | Nicolas Prost Nick Heidfeld Nelson Piquet junior        | Rebellion R-One             | AER P60 2.4L Turbo V6         | D      | 330    |
| 30              | LMGTE Am  | 61  | Clearwater Racing                | Weng Sun Mok Rob Bell Keita Sawa                        | Ferrari 458 Italia GT2      | Ferrari F136GT 4.5L V8        | M      | 329    |
| 31              | LMGTE Pro | 77  | Dempsey-Proton Racing            | Richard Lietz Philipp Eng Michael Christensen           | Porsche 911 RSR             | Porsche 4.0L Flat-6           | M      | 329    |
| 32              | LMP2      | 22  | SO24! by Lombard Racing          | Vincent Capillaire Érik Maris Jonathan Coleman          | Ligier JS P2                | Judd HK 3.6;L V8              | D      | 328    |
| 33              | LMGTE Am  | 86  | Gulf Racing                      | Mike Wainwright Adam Carroll Ben Barker                 | Porsche 911 RSR             | Porsche 4.0L Flat-6           | M      | 328    |
| 34              | LMP2      | 48  | Murphy Prototypes                | Ben Keating Marc Goossens Jeroen Bleekemolen            | Oreca 03R                   | Nissan VK45DE 4.5L V8         | D      | 323    |
| 35              | LMGTE Am  | 60  | Formula Racing                   | Johnny Laursen Christina Nielsen Mikkel Mac             | Ferrari 458 Italia GT2      | Ferrari F136GT 4.5L V8        | M      | 319    |
| 36              | LMGTE Am  | 99  | Aston Martin Racing              | Andrew Howard Liam Griffin Gary Hirsch                  | Aston Martin V8 Vantage GTE | Aston Martin 4.5L V8          | D      | 318    |
| 37              | LMGTE Am  | 50  | Larbre Compétition               | Yutaka Yamagishi Pierre Ragues Jean-Philippe Belloc     | Chevrolet Corvette C7.R     | Chevrolet LT5.5 5.5L V8       | M      | 316    |
| 38              | LMP2      | 84  | SRT41 BY OAK Racing              | Frédéric Sausset Christophe Tinseau Jean-Bernard Bouvet | Morgan LMP2                 | Nissan VK45DE 4.5L V8         | M      | 315    |
| 39              | LMGTE Am  | 57  | Team AAI                         | Johnny O’Connell Mark Patterson Oliver Bryant           | Chevrolet Corvette C6.R-ZR1 | Chevrolet LT5.5 5.5L V8       | M      | 306    |
| 40              | LMGTE Pro | 67  | Ford Chip Ganassi Team UK        | Andy Priaulx Marino Franchitti Harry Tincknell          | Ford GT                     | Ford EcoBoost 3.5L Turbo V6   | M      | 306    |
| 41              | LMGTE Am  | 78  | KCMG                             | Christian Ried Wolf Henzler Joël Camathias              | Porsche 911 RSR             | Porsche 4.0L Flat-6           | M      | 300    |
| 42              | LMP2      | 31  | Extreme Speed Motorsports        | Ryan Dalziel Christopher Cumming Luís Felipe Derani     | Ligier JS P2                | Nissan VK45DE 4.5L V8         | D      | 297    |
| 43              | LMGTE Am  | 55  | AF Corse                         | Duncan Cameron Aaron Scott Matt Griffin                 | Ferrari 458 Italia GT2      | Ferrari F136GT 4.5L V8        | M      | 289    |
| 44              | LMP2      | 34  | Race Performance                 | Nicolas Leutwiler James Winslow Shinji Nakano           | Oreca 03R                   | Judd HK 3.6L V8               | D      | 297    |
| Nicht klassiert |           |     |                                  |                                                         |                             |                               |        |        |
| 45              | LMP1      | 5   | Toyota Gazoo Racing              | Anthony Davidson Sébastien Buemi Kazuki Nakajima        | Toyota TS050 Hybrid         | Toyota 2.4L Turbo V6          | M      | 384    |
| 46              | LMP2      | 28  | Pegasus Racing                   | Inès Taittinger Léo Roussel Rémy Striebig               | Morgan LMP2                 | Nissan VK45DE 4.5L V8         | M      | 292    |
| 47              | LMGTE Am  | 98  | Aston Martin Racing              | Paul Dalla Lana Pedro Lamy Mathias Lauda                | Aston Martin V8 Vantage GTE | Aston Martin 4.5L V8          | D      | 281    |
| 48              | LMP2      | 38  | G-Drive Racing                   | Simon Dolan Jake Dennis Giedo van der Garde             | Gibson 015S                 | Nissan VK45DE 4.5L V8         | D      | 222    |
| 49              | LMP1      | 13  | Rebellion Racing                 | Dominik Kraihamer Alexandre Imperatori Mathéo Tuscher   | Rebellion R-One             | AER P60 2.4L Turbo V6         | D      | 200    |
| Ausgefallen     |           |     |                                  |                                                         |                             |                               |        |        |
| 50              | LMP2      | 44  | Manor Motorsport                 | Tor Graves James Jakes Roberto Merhi                    | Oreca 05                    | Nissan VK45DE 4.5L V8         | D      | 283    |
| 51              | LMP2      | 46  | Thiriet by TDS Racing            | Pierre Thiriet Mathias Beche Ryō Hirakawa               | Oreca 05                    | Nissan VK45DE 4.5L V8         | D      | 241    |
| 52              | LMP2      | 35  | Baxi DC Racing Alpine            | David Cheng Ho-Pin Tung Nelson Panciatici               | Alpine A460                 | Nissan VK45DE 4.5L V8         | D      | 234    |
| 53              | LMGTE Pro | 64  | Corvette Racing                  | Oliver Gavin Tommy Milner Jordan Taylor                 | Chevrolet Corvette C7.R     | Chevrolet LT5.5 5.5L V8       | M      | 219    |
| 54              | LMP1      | 4   | Team ByKolles                    | Simon Trummer Pierre Kaffer Oliver Webb                 | CLM P1/01                   | AER P60 2.4L Turbo V6         | D      | 206    |
| 55              | LMGTE Pro | 51  | AF Corse                         | Gianmaria Bruni Alessandro Pier Guidi James Calado      | Ferrari 488 GTE             | Ferrari F154CB 3.9L Turbo V8  | M      | 179    |
| 56              | LMGTE Pro | 71  | AF Corse                         | Davide Rigon Andrea Bertolini Sam Bird                  | Ferrari 488 GTE             | Ferrari F154CB 3.9L Turbo V8  | M      | 143    |
| 57              | LMGTE Pro | 92  | Porsche Motorsport North America | Frédéric Makowiecki Jörg Bergmeister Earl Bamber        | Porsche 911 RSR             | Porsche 4.0L Flat-6           | M      | 140    |
| 58              | LMGTE Pro | 91  | Porsche Motorsport North America | Patrick Pilet Kévin Estre Nick Tandy                    | Porsche 911 RSR             | Porsche 4.0L Flat-6           | M      | 135    |
| 59              | LMP2      | 47  | KCMG                             | Tsugio Matsuda Richard Bradley Matthew Howson           | Oreca 05                    | Nissan VK45DE 4.5L V8         | D      | 116    |
| 60              | LMGTE Am  | 89  | Proton Competition               | Leh Keen Marc Miller Cooper MacNeil                     | Porsche 911 RSR             | Porsche 4.0L Flat-6           | M      | 50     |

### Nur in der Meldeliste
Weitere gemeldete Teams, Fahrzeuge und Fahrer finden sich in der Start- und Reserveliste.

### Klassensieger
| Klasse    | Fahrer           | Fahrer          | Fahrer             | Fahrzeug               | Platzierung im Gesamtklassement |
| --------- | ---------------- | --------------- | ------------------ | ---------------------- | ------------------------------- |
| LMP1      | Marc Lieb        | Romain Dumas    | Neel Jani          | Porsche 919 Hybrid     | Gesamtsieg                      |
| LMP2      | Nicolas Lapierre | Gustavo Menezes | Stéphane Richelmi  | Alpine A460            | Rang 5                          |
| LMGTE Pro | Joey Hand        | Dirk Müller     | Sébastien Bourdais | Ford GT                | Rang 18                         |
| LMGTE Am  | Bill Sweedler    | Townsend Bell   | Jeff Segal         | Ferrari 458 Italia GT2 | Rang 26                         |

### Renndaten
- Gemeldet: 65
- Gestartet: 60
- Gewertet: 44
- Rennklassen: 4
- Zuschauer: 263.500
- Ehrenstarter des Rennens: Brad Pitt, US-amerikanischer Schauspieler
- Wetter am Rennwochenende: warm, starker Gewitterregen
- Streckenlänge: 13,629 km
- Fahrzeit des Siegerteams: 24:00:38,449 Stunden
- Runden des Siegerteams: 384
- Distanz des Siegerteams: 5233,536 km
- Siegerschnitt: 217,970 km/h
- Pole Position: Neel Jani – Porsche 919 Hybrid (#2) – 3:19,733 = 245,650 km/h
- Schnellste Rennrunde: Neel Jani – Porsche 919 Hybrid (#2) – 3:21,756 = 243,200 km/h
- Rennserie: 3. Lauf zur FIA-Langstrecken-Weltmeisterschaft 2016